# 王經
王經（?—260年），字彥緯（一字承宗），冀州清河郡（治所在今山東省聊城市臨清市東）人，乃三國時代曹魏的大臣。

## 生平
王經出身於平民家庭，因得到同鄉崔林的賞識而被提拔任官。其母說他太快出頭會不吉利，但他的官銜一直高升，歷任江夏太守、雍州刺史。
255年，蜀漢將領姜維率軍攻入隴西郡時，他率軍出狄道城迎擊蜀軍，然卻被擊敗，被包圍在城中，陷入窮途末路的境況。幸虧得到大將陳泰和鄧艾的援助，合力擊破姜維才得以脫險。此後，他被朝廷召回。不久屢遷司隸校尉、尚書。
260年，魏皇帝曹髦召見王沈、王經、王業等三人，提出打倒司馬昭的計劃。王經進諫，但曹髦不聽。曹髦被殺之日，王經因為没向司馬昭告急，而和其母一同被逮捕並被處死。
晋武帝泰始元年，晋武帝下詔，表達了對王經及其身后门户湮没的同情，並賜王經孫為郎中。